# Medicina predictiva
La medicina predictiva es un campo de la medicina que implica predecir la probabilidad de enfermedad e instituir medidas preventivas para prevenir la enfermedad por completo o disminuir significativamente su impacto en el paciente (como prevenir la mortalidad o limitar la morbilidad).
Si bien existen diferentes metodologías de predicción, como la genómica, la proteómica y la citómica, la forma más fundamental de predecir enfermedades futuras se basa en la genética. Aunque la proteómica y la citómica permiten la detección temprana de enfermedades, la mayoría de las veces detectan marcadores biológicos que existen porque un proceso de enfermedad ya ha comenzado. Sin embargo, las pruebas genéticas exhaustivas (como el uso de matrices de ADN o la secuenciación completa del genoma) permiten estimar el riesgo de enfermedad años o décadas antes de que exista alguna enfermedad, o incluso si un feto sano tiene un mayor riesgo de desarrollar una enfermedad en adolescencia o edad adulta. A las personas que son más susceptibles a la enfermedad en el futuro se les puede ofrecer consejos sobre el estilo de vida o medicamentos con el objetivo de prevenir la enfermedad prevista.
Las pautas actuales de pruebas genéticas respaldadas por los profesionales de la salud desalientan las pruebas genéticas puramente predictivas de menores hasta que sean competentes para comprender la relevancia de las pruebas genéticas para permitirles participar en la decisión sobre si es apropiado o no para ellos. El examen genético de los recién nacidos y los niños, en el campo de la medicina predictiva se considera apropiado si hay una razón clínica convincente para hacerlo, como la disponibilidad de prevención o tratamiento como niño que prevenga la enfermedad futura. 

## Objetivo
El objetivo de la medicina predictiva es predecir la probabilidad de una enfermedad futura para que los profesionales de la salud y el propio paciente puedan ser proactivos al instituir modificaciones en el estilo de vida y una mayor vigilancia médica, como los exámenes bianuales de la piel de todo el cuerpo realizados por un dermatólogo o internista si Se descubre que la paciente tiene un mayor riesgo de melanoma, un electrocardiograma y un examen de cardiología por un cardiólogo si se descubre que una paciente tiene un mayor riesgo de arritmia cardíaca o resonancias magnéticas o mamografías cada seis meses si se descubre que una paciente está en un aumento riesgo de cáncer de seno. La medicina predictiva está destinada tanto a individuos sanos ("salud predictiva") como a aquellos con enfermedades ("medicina predictiva"), su propósito es predecir la susceptibilidad a una enfermedad en particular y predecir la progresión y la respuesta al tratamiento para una enfermedad determinada.
Se han publicado varios estudios de asociación en la literatura científica que muestran asociaciones entre variantes genéticas específicas en el código genético de una persona y una enfermedad específica. Los estudios de asociación y correlación han encontrado que un individuo femenino con una mutación en el gen BRCA1 tiene un riesgo acumulativo del 65% de cáncer de seno. Además, las nuevas pruebas de Genetic Technologies LTD y Phenogen Sciences Inc. que comparan el ADN no codificante con la exposición de una mujer al estrógeno ahora pueden determinar la probabilidad de que una mujer desarrolle cáncer de seno con estrógenos positivos, también conocido como cáncer de seno esporádico (la forma más frecuente de seno cáncer). Las variantes genéticas en el gen del Factor V se asocian con una mayor tendencia a formar coágulos sanguíneos, como la trombosis venosa profunda (TVP). Se espera que las pruebas genéticas lleguen al mercado más rápidamente que los medicamentos nuevos. Myriad Genetics ya está generando ingresos a partir de pruebas genéticas para BRCA1 y BRCA2.
Además de las pruebas genéticas, la medicina predictiva utiliza una amplia variedad de herramientas para predecir la salud y la enfermedad, incluidas las evaluaciones de ejercicio, nutrición, espiritualidad, calidad de vida, etc. Este enfoque integrador se adoptó cuando la Universidad de Emory y el Instituto de Tecnología de Georgia se asociaron para lanzar el Instituto de Salud Predictiva. La medicina predictiva cambia el paradigma de la medicina de ser reactivo a ser proactivo y tiene el potencial de extender significativamente la duración de la salud y disminuir la incidencia, prevalencia y costo de las enfermedades. 

## Tipos
Los tipos notables de medicina predictiva a través de profesionales de la salud incluyen: 
- Prueba de portador: la prueba de portador se realiza para identificar a las personas que portan una copia de una mutación genética que, cuando está presente en ambas copias, causa un trastorno genético. Este tipo de prueba se ofrece a personas que tienen un trastorno genético en su historia familiar o a personas en grupos étnicos con mayor riesgo de ciertas enfermedades genéticas. Si ambos padres son examinados, la prueba de portador puede proporcionar información sobre el riesgo de una pareja de tener un hijo con un trastorno genético.

- Pruebas de diagnóstico: las pruebas de diagnóstico se realizan para ayudar en el diagnóstico de especificidad o la detección de una enfermedad. A menudo se usa para confirmar un diagnóstico particular cuando se sospecha una determinada afección en función de las mutaciones y los síntomas físicos del sujeto. La diversidad en las pruebas de diagnóstico abarca desde pruebas comunes en consultorios, como medir la presión arterial y las pruebas de orina, hasta protocolos más invasivos, como las biopsias .
- 'Examen de detección del recién nacido': el examen de detección del recién nacido se realiza justo después del nacimiento para identificar trastornos genéticos que pueden tratarse temprano en la vida. Esta prueba en bebés para ciertos trastornos es uno de los usos más extendidos de la detección genética: todos los estados de EE. UU. Actualmente evalúan a los bebés para detectar fenilcetonuria e hipotiroidismo congénito . La ley estatal de EE. UU. Exige recolectar una muestra pinchando el talón de un bebé recién nacido para obtener suficiente sangre para llenar algunos círculos en papel de filtro etiquetado con los nombres de bebés, padres, hospitales y médicos de atención primaria.
- Pruebas prenatales: las pruebas prenatales se utilizan para buscar enfermedades y afecciones en un feto o embrión antes de que nazca. Este tipo de prueba se ofrece para parejas que tienen un mayor riesgo de tener un bebé con un trastorno genético o cromosómico. La evaluación puede determinar el sexo del feto. Las pruebas prenatales pueden ayudar a una pareja a decidir si abortar el embarazo. Al igual que las pruebas de diagnóstico, las pruebas prenatales pueden ser no invasivas o invasivas. Las técnicas no invasivas incluyen exámenes del útero de la mujer a través de ultrasonografía o exámenes de suero materno. Estas técnicas no invasivas pueden evaluar el riesgo de una afección, pero no pueden determinar con certeza si el feto tiene una afección. Los métodos prenatales más invasivos son un poco más riesgosos para el feto e implican la inserción de agujas o sondas en la placenta o el muestreo de vellosidades coriónicas.

## Beneficios de la salud
El futuro del enfoque de la medicina puede potencialmente pasar del tratamiento de enfermedades existentes, generalmente en su progresión tardía, a prevenir la enfermedad antes de que se establezca. La salud predictiva y la medicina predictiva se basan en las probabilidades: si bien evalúa la susceptibilidad a las enfermedades, no puede predecir con 100% de certeza que ocurrirá una enfermedad específica. A diferencia de muchas intervenciones preventivas que se dirigen a grupos (por ejemplo programas de inmunización), la medicina predictiva se realiza de forma individualizada. Por ejemplo, el glaucoma es una enfermedad monogénica cuya detección temprana puede permitir evitar la pérdida permanente de la visión. Se espera que la medicina predictiva sea más efectiva cuando se aplica a enfermedades polifactoriales poligénicas que prevalecen en países industrializados, como diabetes mellitus, hipertensión e infarto de miocardio. Con un uso cuidadoso, los métodos de medicina predictiva, como los análisis genéticos, pueden ayudar a diagnosticar enfermedades genéticas hereditarias causadas por problemas con un solo gen (como la fibrosis quística) y ayudar a un tratamiento temprano. Algunas formas de cáncer y enfermedades cardíacas se heredan como enfermedades de un solo gen y algunas personas de estas familias de alto riesgo también pueden beneficiarse del acceso a pruebas genéticas. A medida que se informan más y más genes asociados con una mayor susceptibilidad a ciertas enfermedades, la medicina predictiva se vuelve más útil. 

### Pruebas genéticas directas al consumidor
Las pruebas genéticas directas al consumidor (DTC) le permiten al consumidor examinar sus propios genes sin tener que pasar por un profesional de la salud. Se pueden pedir sin el permiso de un médico. La variedad en las pruebas de DTC abarca desde aquellas pruebas para detectar mutaciones asociadas con fibrosis quística hasta alelos de cáncer de seno. Las pruebas de DTC hacen que la aplicabilidad de la medicina predictiva sea muy real y accesible para los consumidores. Los beneficios de las pruebas DTC incluyen esta accesibilidad, privacidad de la información genética y promoción de la atención médica proactiva. Los riesgos de obtener pruebas de DTC son la falta de regulación gubernamental y la   interpretación de la información genética sin asesoramiento profesional.

## Limitaciones de la medicina predictiva
A nivel de proteína, la estructura está menos conservada que la secuencia. Por lo tanto, en muchas enfermedades, tener el gen defectuoso todavía no significa necesariamente que alguien contraiga la enfermedad. Las enfermedades comunes y complejas en la población en general se ven afectadas no solo por la herencia, sino también por causas externas como el estilo de vida y el medio ambiente. Por lo tanto, los genes no son predictores perfectos de la salud futura; las personas con la forma de alto riesgo del gen y las que no la tienen son todas candidatas para contraer la enfermedad. Múltiples factores en el medio ambiente, en particular fumar, dieta y ejercicio, infección y contaminación; desempeñan papeles importantes y pueden ser más importantes que la composición genética. Esto hace que los resultados y riesgos determinados por la medicina predictiva sean más difíciles de cuantificar. Además, los posibles falsos positivos o falsos negativos que pueden surgir de un análisis genético predictivo pueden causar una tensión innecesaria sustancial en el individuo. 
Dirigir medicamentos a personas que son genéticamente susceptibles a una enfermedad pero que aún no muestran los síntomas puede ser una medida cuestionable. En grandes poblaciones, existe la preocupación de que probablemente la mayoría de las personas que toman medicamentos preventivos nunca habrían desarrollado la enfermedad de todos modos. Muchos medicamentos tienen efectos secundarios indeseables que las personas de alto riesgo deben enfrentar. Por el contrario, varias medidas de prevención basadas en la población (como fomentar dietas saludables o prohibir la publicidad del tabaco) tienen una probabilidad mucho menor de efectos adversos y también son menos costosas. 
Otra posible caída de las pruebas genéticas disponibles comercialmente radica en los impactos psicológicos de la accesibilidad a dichos datos. Para las enfermedades hereditarias de un solo gen, se ha encontrado que el asesoramiento y el derecho a rechazar una prueba (el derecho a "no saber") son importantes. Sin embargo, el asesoramiento individual adecuado puede ser difícil de emplear para la proporción potencialmente grande de la población que probablemente sea identificada como de alto riesgo de enfermedad compleja común. Algunas personas son vulnerables a las reacciones psicológicas adversas a las predicciones genéticas de afecciones estigmatizadas o temidas, como el cáncer o las enfermedades mentales. 

## Ética y legislación
La medicina predictiva marca el comienzo de una serie de cuestiones éticas y legales delicadas. Existe un delicado equilibrio que preside la medicina predictiva y la salud laboral: si un empleado fuera despedido porque se descubrió que corría el riesgo de que se utilizara un determinado agente químico en su lugar de trabajo, ¿su despido se consideraría discriminación o un acto de prevención? Varias organizaciones creen que se necesita legislación para evitar que las aseguradoras y los empleadores utilicen resultados de pruebas genéticas predictivas para decidir quién obtiene un seguro o un trabajo: "Las consideraciones éticas y legales son fundamentales para todo el tema de las pruebas genéticas. Las consecuencias para las personas con respecto al seguro y el empleo también son de suma importancia, junto con las implicaciones para el estigma y la discriminación". En el futuro, es posible que se requiera que las personas revelen predicciones genéticas sobre su salud a sus empleadores o aseguradores. La sombría posibilidad de discriminación basada en la composición genética de una persona puede conducir a una "subclase genética" que no recibe igualdad de oportunidades para el seguro y el empleo.
Actualmente en los Estados Unidos, las aseguradoras de salud no requieren que los solicitantes de cobertura se sometan a pruebas genéticas. La información genética está bajo la misma protección de confidencialidad que otra información de salud sensible según la Ley de Responsabilidad y Portabilidad del Seguro de Salud (HIPAA) cuando las aseguradoras de salud se encuentran con ella. En los Estados Unidos, la Ley de No Discriminación de Información Genética, promulgada por el presidente Bush el 21 de mayo de 2008; prohíbe a las aseguradoras de salud negar la cobertura o cobrar diferenciales en las primas, y prohíbe a los empleadores tomar decisiones de colocación o contratación / despido basadas en las predisposiciones genéticas de los individuos.

## Otras lecturas
- Colby, B. Supera a tus genes . Pingüino, 2010.
- Collins, F. El lenguaje de la vida: el ADN y la revolución en la medicina personalizada . Harper, 2010.
- Brigham, K. Salud predictiva: cómo podemos reinventar la medicina para extender nuestros mejores años . Básico, 2012.

- Datos: Q3332463